# Cala Arenas
Cala Arenas es una playa situada en la ciudad de Algeciras (Cádiz) España. Esta playa de difícil acceso se encuentra entre los accidentes costeros de Punta Carnero y Punta del Fraile en los límites de la Bahía de Algeciras con el Estrecho de Gibraltar. Está formada por una sucesión de tres calas y tanto su ámbito terrestre como marino están incluidos dentro del parque natural del Estrecho. El entorno natural de Cala Arenas se encuentra en la actualidad poco alterado por la actividad humana salvo por la presencia de una pequeña urbanización de la ciudad de Algeciras. Destacan los acantilados que enmarcan la playa y la llamada isla Cabrita que se encuentra frente a su costa. 
Geológicamente Cala Arenas se sitúa dentro de la Unidad de Algeciras-Los Nogales, perteneciente a las Unidades del Campo de Gibraltar de la Cordillera Bética, compuesta principalmente por Flyschs margo-areniscoso-micáceos, denominados Flysch de Algeciras, datado en el Eoceno-Oligoceno y con materiales variados, especialmente arcillas, margo-calizas, calcarenitas y areniscas micáceas que al disgregarse los materiales arcillosos, más blandos, y permaneciendo los más duros de caliza forman una típicas estructuras de calas alternas.
En los alrededores de Cala Arena se han localizado varios yacimientos arqueológicos de notable interés consecuencia todos ellos de la estratégica posición de ésta en el Estrecho de Gibraltar y el fácil desembarco que garantiza el lugar. De este modo se conoce la existencia de un pequeño puerto de origen púnico con, probablemente, una atalaya de vigilancia, una construcción defensiva medieval  denominada Recinto del Cerro de la Horca, una torre vigía del siglo XVI, la Torre del Fraile, y un fuerte del siglo XVIII llamado Fuerte de San Diego.